# Gianfranco Contri
Gianfranco Contri (n. 27 aprilie 1970, Bologna, Italia) este un ciclist de performanță ce a reprezentat Italia, medaliat olimpic. A participat la o ediție a Jocurilor Olimpice (1992) în care a câștigat o medalie de argint.

## Participări
Lista de mai jos prezintă principalele competiții la care a participat Gianfranco Contri de-a lungul carierei.
- cycling at the 1992 Summer Olympics – men's team time trial[*]